# 奥村洋彦
奥村 洋彦 （おくむら ひろひこ、1942年 - ）は、日本の経済学者で、学習院大学名誉教授。博士（経済学）（名古屋大学）。専門は、日本経済論、金融論、マクロ経済学。岐阜県出身。
1964年名古屋大学経済学部卒業。同年、日本銀行入行。その後、野村総合研究所を経て、1995年学習院大学教授に就任。2000年石橋湛山賞受賞。

## 経歴
- 1964年 名古屋大学経済学部卒業
- 1964年 日本銀行入行
- 1972年 野村総合研究所入所
- （この間、1977年～1978年米国ブルッキングズ研究所客員研究員）
- 1995年 学習院大学教授就任
- 2002年 博士（経済学）取得（名古屋大学）
- 2002年-2005年 学校法人学習院常務理事を兼任

## 著書
- 1979年 『金融取引の規制と自由化』（総合研究開発機構）
- 1997年 『金融』（貝塚啓明・首藤恵との共著　東洋経済新報社）
- 1999年 『現代日本経済論―『バブル経済』の発生と崩壊』（東洋経済新報社）

## 訳書
- 1986年 『日米経済摩擦―為替相場と政策協調』（バークステン・クライン著 東洋経済新報社）